# Amalga
Amalga és una població dels Estats Units a l'estat de Utah. Segons el cens del 2000 tenia 427 habitants.

## Demografia
Segons el cens del 2000, Amalga tenia 427 habitants, 119 habitatges, i 106 famílies. La densitat de població era de 48,9 habitants per km².
Dels 119 habitatges en un 58,8% hi vivien nens de menys de 18 anys, en un 81,5% hi vivien parelles casades, en un 4,2% dones solteres, i en un 10,9% no eren unitats familiars. En el 10,9% dels habitatges hi vivien persones soles el 5% de les quals corresponia a persones de 65 anys o més que vivien soles. El nombre mitjà de persones vivint en cada habitatge era de 3,59 i el nombre mitjà de persones que vivien en cada família era de 3,87.
Per edats la població es repartia de la següent manera: un 39,8% tenia menys de 18 anys, un 8,4% entre 18 i 24, un 30,9% entre 25 i 44, un 12,9% de 45 a 60 i un 8% 65 anys o més.
L'edat mediana era de 27 anys. Per cada 100 dones de 18 o més anys hi havia 104 homes.
La renda mediana per habitatge era de 42.143 $ i la renda mediana per família de 44.375 $. Els homes tenien una renda mediana de 37.500 $ mentre que les dones 21.607 $. La renda per capita de la població era de 14.106 $. Entorn del 7,5% de les famílies i el 9,2% de la població estaven per davall del llindar de pobresa.

## Poblacions més properes
El següent diagrama mostra les poblacions més properes.